# 萊梅希 (日托米爾州)
49°49′28″N 28°21′22″E / 49.82444°N 28.35611°E
萊梅希（羅馬化：Lemeshi）是烏克蘭的村落，位於該國北部日托米爾州別爾季切夫區賴霍羅多克市鎮的村莊。面積1.73平方公里，海拔高度282米，2001年人口267，人口密度每平方公里154.25人。